# 幽靈船 (台灣)
幽靈船是一個流傳於台灣的都市傳說，據說在火災現場上空，會有一艘樣式是古代帆船，預備搭載著失事現場幽靈的船出現，漂浮在各個火災現場上空，要載滿百人才會啟航。據說要有陰陽眼的人才可看見這艘幽靈船，平常靈感不強的人只能看見一團黑氣。民間信仰認為這艘幽靈船是靈界來接火災事故的罹難者，之所以看的到它，是靈界跟現世重疊產生的現象。

## 傳說
傳說大致上的內容為：在火災現場的上空，會出現一艘載著罹難者幽靈的船，它會帶著幽靈前往陰間，而且除非乘客滿100人（一說108人）否則不會啟程，因此它會在台灣各地移動，蒐集火災罹難者的亡靈。據說要有陰陽眼的人才可看見這艘幽靈船，平常靈感不強的人只能看見一團黑氣。一般認為這艘幽靈船是靈界來接人，看的到它是靈界跟現世重疊產生的現象。

### 來源
幽靈船的起源，最早是從1995年台中的衛爾康餐廳大火開始的，據說當時幽靈船就停在餐廳的上空，在那之後除了台中之外，台灣南北也都發生一些嚴重的火災，而台中的金沙百貨(後改名神鑑大樓，今台中李方艾美酒店)、新北三重的重新橋、台南的中國城等地方，也都有傳言出現幽靈船的蹤影。有人說他們在蒐集乘客（亡魂）。幽靈船被認為是靈界來接人，看得到它是靈界(五度空間)跟現世重疊產生的現象。

### 後續發展
- 後來，火災發生地點附近的第一廣場成為著名的靈異場所，經常發生兇殺案。2014年初有名年長者，無端被兩個地痞流氓用腳踹背，後拿兩把菜刀上樓尋仇，剛從KTV唱歌出來的兩人都被砍斷脊椎，腦脊髓液流出，送醫搶救不及。
- 第一廣場在1996年剛建好時，因大樓上方為獨立套房，販毒集團猖獗(已在2004年被警方瓦解)，吸毒人口眾多，2000年時有個被迫吸毒的少年，屍體被放在招牌後方半年，風乾後才被發現。
- 其他也出現如靈魂在那裏遊蕩、大樓電梯會通往另一個世界、廣場一樓的廟是為了鎮壓冤靈而建等傳說，一般認為第一廣場座向不對，風水不好，整棟建築是四方型金字塔結構，導致陰靈容易聚集，是沒落的主因。第一廣場的沒落也被認為是被幽靈船傳說所影響[3]。

## 現代研究

### 起源
有人認為幽靈船的傳說是來自台灣民間信仰中的「採船」（王船來拉人上船當水手）或是西方傳說中的幽靈船飛翔的荷蘭人，但因為跟幽靈船傳說有很大的落差而可信度不高，比較可信的說法認為，在1991年台灣靈異節目「玫瑰之夜」開播後，引起廣大迴響，造成社會中靈異風氣盛行，再加上衛爾康餐廳大火之後，台中各學校開始加強安全宣導，並以該事件作為借鑑，傳言因此從學生族群裡蔓延開來。

### 真相
事實上，第一廣場在該事件後仍然是學生族群聚集的重要地點，要一直到2005年金沙百貨大火(頂樓變電箱爆炸造成四死三傷，保全主任殉職)、以及逢甲夜市興起後，第一廣場才逐漸沒落，幽靈船傳說反而是在其沒落之後因為環境荒涼而出現的，第一廣場並未發生過重大火災。並且在1996年改建後，因房價、租金便宜，成為外籍移工聚集的地方，而當地一樓的小廟也只是管委會為了拉抬受衛爾康西餐廳大火影響的生意所建的財神廟而已，另有說法認為第一廣場沒落的主因是座向不對，風水不好，整棟建築是四方型金字塔結構，使得陰靈容易聚集導致。